# Ballon dirigeable Daimler
Pour les articles homonymes, voir Ballon dirigeable et Daimler.
Le ballon dirigeable Daimler ou Wolfertsches Motor-Luftschiff est un ballon dirigeable motorisé de 1888, avec le premier moteur à gaz Daimler mono - cylindre des inventeurs allemands Gottlieb Daimler et Wilhelm Maybach (un des premiers vols motorisés historiques de l'histoire de l'aviation).

## Historique
Après avoir mis au point avec succès et breveté en 1885 leur premier moteur à gaz Daimler mono-cylindre, dans leur atelier de recherche de Bad Cannstatt (actuel musée Daimler de Stuttgart), les deux inventeurs allemands l'installe et le teste avec succès sur toutes sortes de prototypes de véhicules sur terre, mer et air (Daimler Motorkutsche, Daimler Reitwagen, bateau à moteur Daimler Marie...) symbolisés par la future étoile à trois branches Mercedes-Benz de 1909, de Paul Daimler.

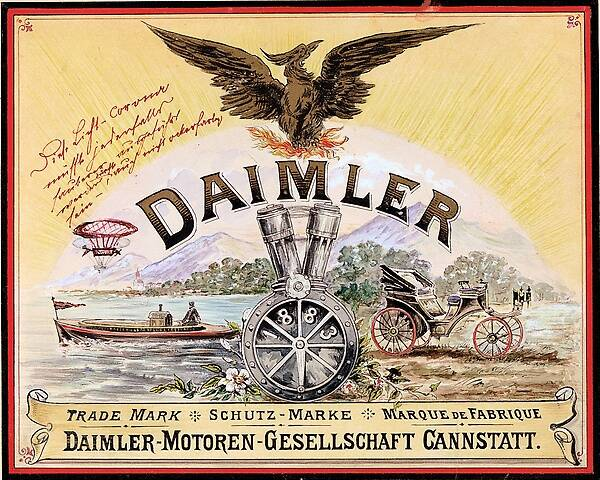
Publicité Daimler-Motoren-Gesellschaft
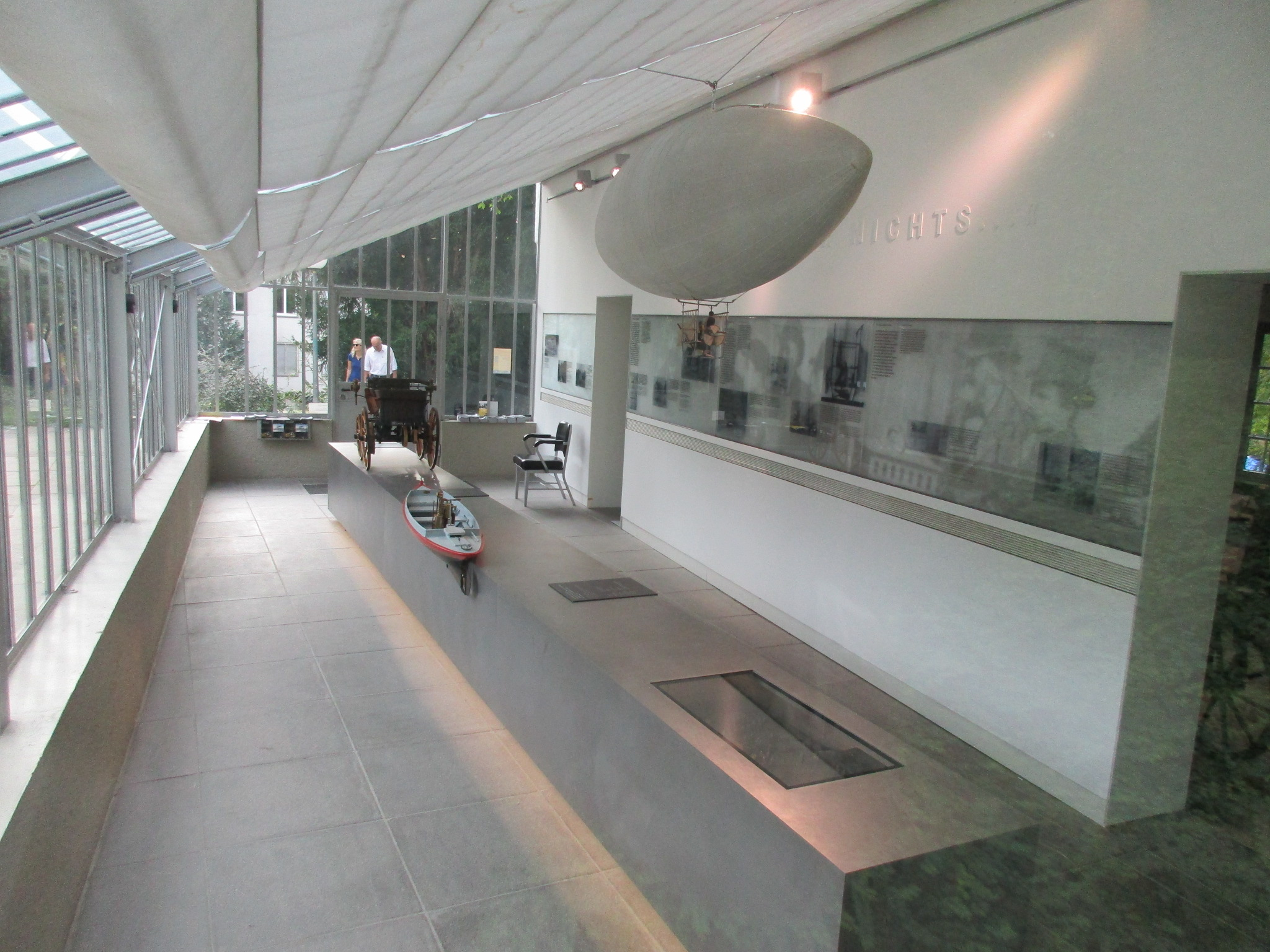
Musée Daimler de Stuttgart
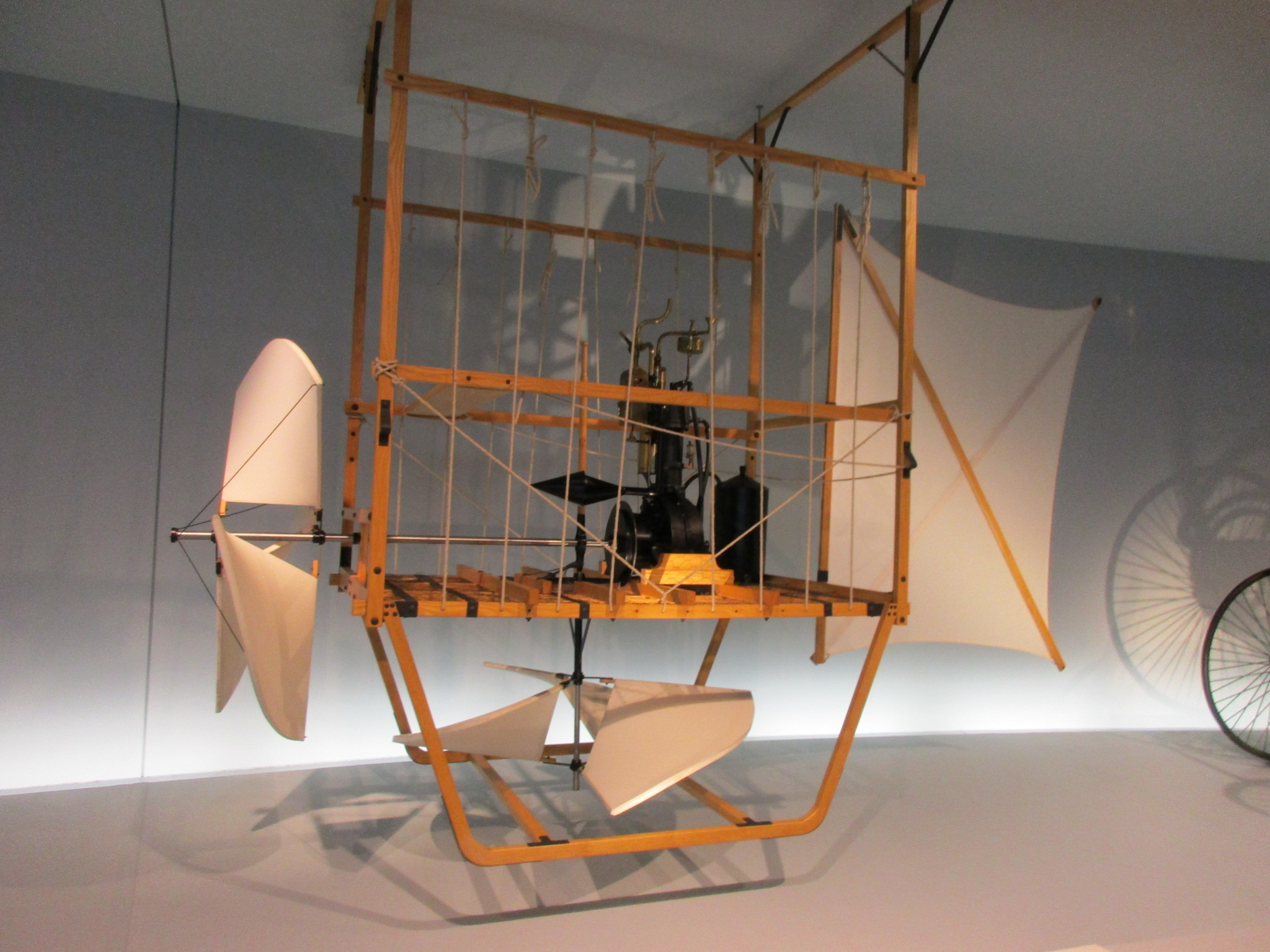
Nacelle à double hélices et gouverne, en toile tendue, du musée Mercedes-Benz de Stuttgart
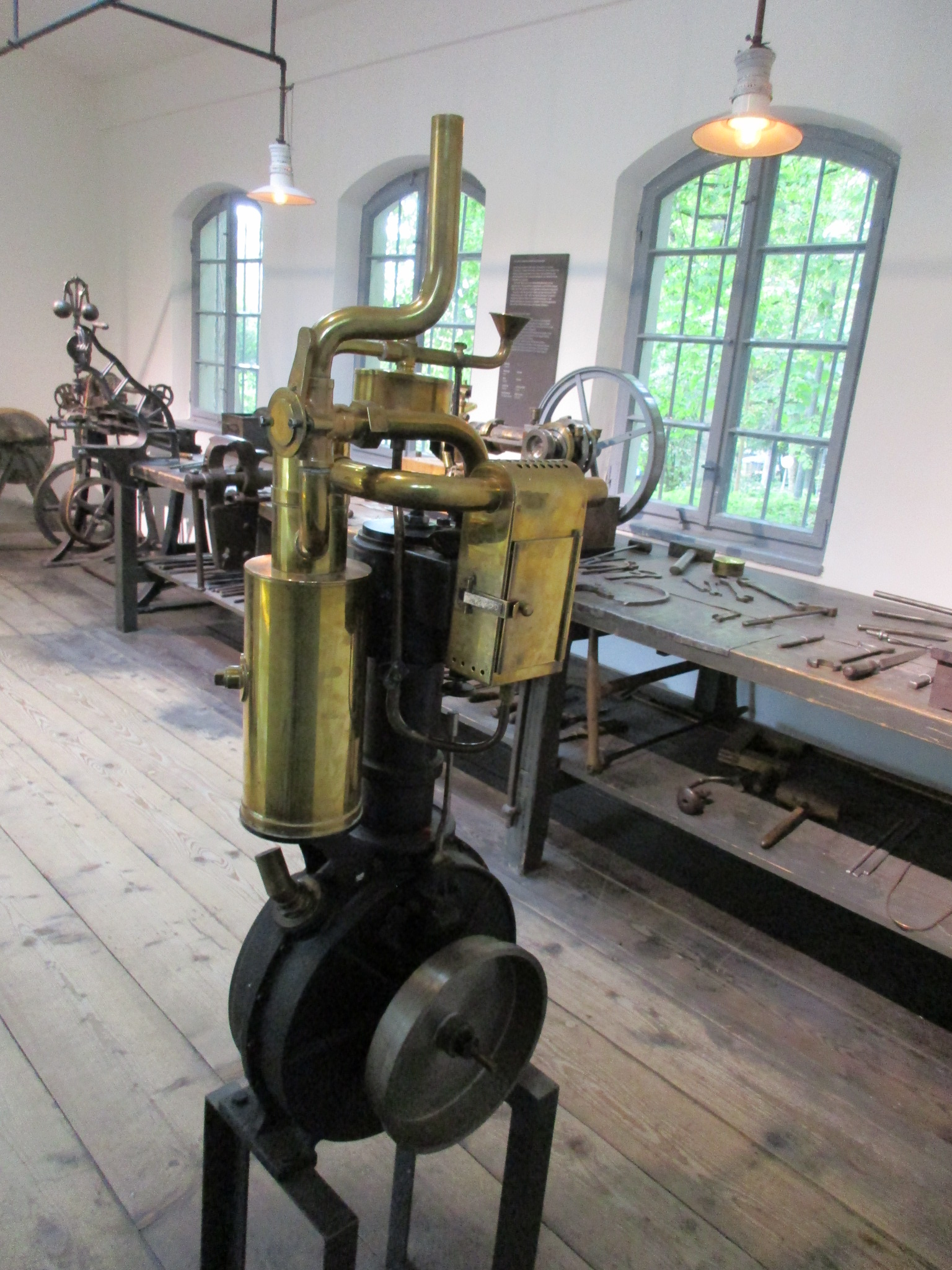
Moteur à gaz Daimler mono- cylindre

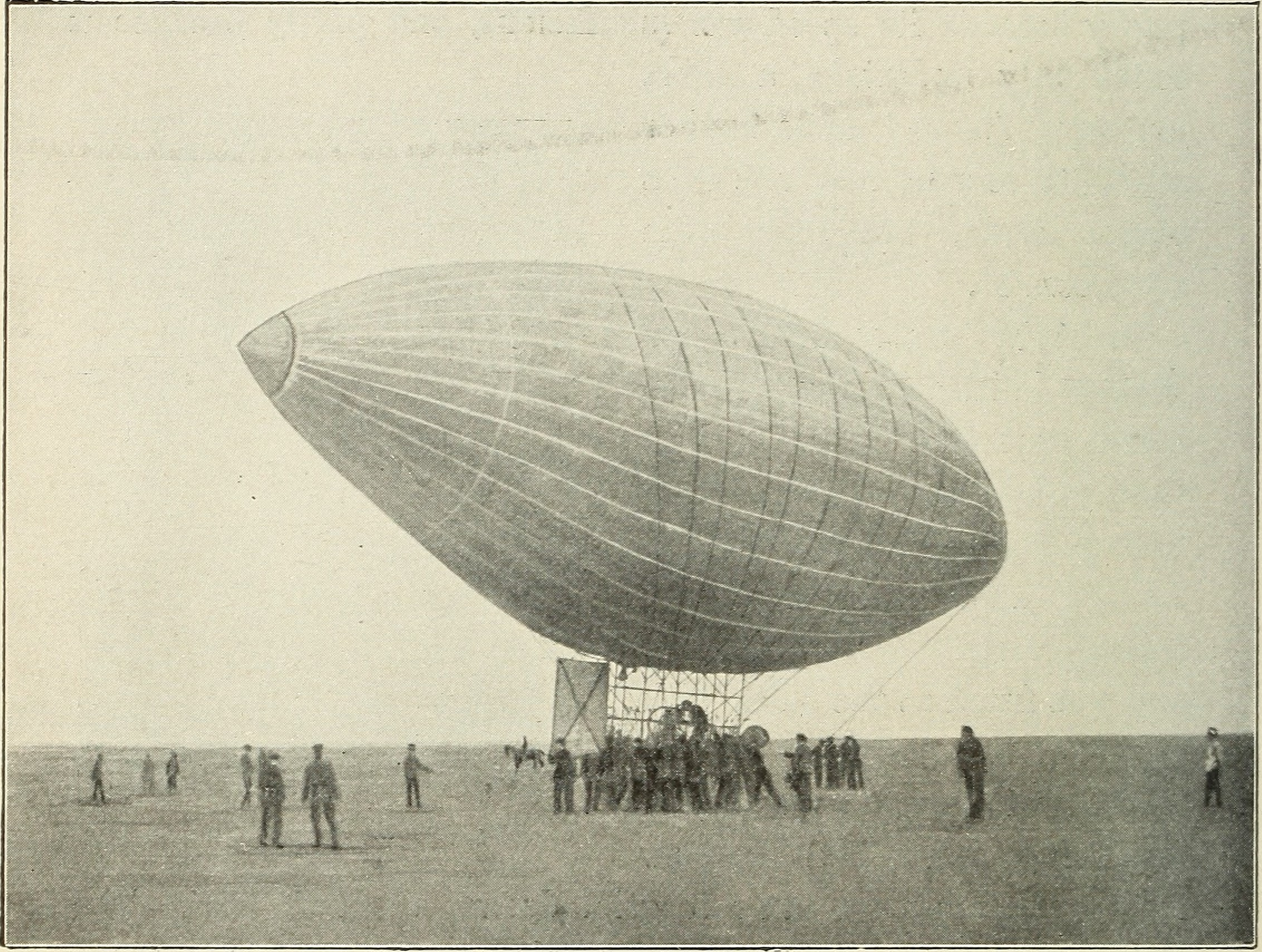
Ballon dirigeable Daimler, en 1908.

Gottlieb Daimler invite l’industriel allemand Friedrich Hermann Wölfert (en) à Cannstatt en 1887 (pionnier en ballon dirigeable) pour installer son moteur révolutionnaire sur un de ses aérostats, avec une hélice de propulsion et une inférieur de montée-descente, en toile tendue, inspirées de la vis aérienne du XVe siècle de Léonard de Vinci.
Le 10 août 1888, le dirigeable du Dr Wölfert parcourt avec succès un premier vol historique aller-retour de 10 km à 20 km/h entre Bad Cannstatt-Stuttgart et la ville voisine de Remseck am Neckar. À son bord c'est Gotthilf Wirsum, un employé de Daimler pesant seulement 30 kg, qui tient la barre et non Hermmann Wölfert, qui en pèse environ 100. En effet, le moteur à gaz monocylindre à quatre temps pèse déjà 84 kg. Développant 2 ch (1,47 kW) à 720 tr/min, il est considéré encore trop lourd, pour être utilisé sur de longues distances.
D'autres vols d'essais de prototypes améliorés sont réalisés vers Ulm, Augsbourg, Munich, et Vienne en Autriche...
En 1890 Gottlieb Daimler fonde son industrie de moteurs à essence et véhicules motorisés Daimler-Motoren-Gesellschaft à Stuttgart, qui devient Daimler-Mercedes-Benz en 1926 après fusion avec l'industrie Benz & Cie de Carl Benz..., avec une importante production historique, entre autres, de moteurs d'avion Daimler et Mercedes-Benz (liste des moteurs d'avions).
En 1889, le Dr Wölfert présente un nouveau dirigeable à Ulm, également propulsé par un moteur Daimler. En juin 1897, le plus récent de ses dirigeables, le Deutschland, prend feu lors d'un vol à Berlin et s'écrase, tuant à la fois le pionnier de l'aviation et son copilote.
Une reconstruction fidèle à l'original de la nacelle, comprenant le moteur Daimler mono - cylindre, est exposée au musée Mercedes-Benz. Elle évoque le souvenir du ballon dirigeable Daimler de 1888.